# Radyera farragei
Radyera farragei är en malvaväxtart som först beskrevs av F.v.M., och fick sitt nu gällande namn av P.A. Fryxell och S.H. Hashmi. Radyera farragei ingår i släktet Radyera och familjen malvaväxter. Inga underarter finns listade i Catalogue of Life.